# Jelena Karpova
Jelena Viktorovna Karpova (ryska: Елена Викторовна Карпова), född den 14 juni 1980 i Sankt Petersburg, Ryssland, är en rysk basketspelare som var med och tog OS-brons 2004 i Aten. Detta var första gången Ryssland tog en medalj i damklassen vid de olympiska baskettävlingarna sedan Sovjettiden.